# هانور سوچ
هانور سوچ (انگلیسی: Hunor Szőcs؛ زادهٔ ۲۴ مارس ۱۹۹۲) یک بازیکن تنیس روی میز اهل رومانی است.